# Narcotics Control Bureau
 (septembre 2020).
Le Narcotics Control Bureau (« Bureau de contrôle des stupéfiants », abbr. NCB) est une agence fédérale indienne d'application de la loi et de renseignement relevant du ministère de l'Intérieur du gouvernement indien. L'agence est chargée de lutter contre le trafic de drogue et l'utilisation de substances illégales en vertu des dispositions de la loi sur les stupéfiants et les substances psychotropes au sein du territoire indien.
Créée en 1986, elle est chargée de la coordination avec les gouvernements des États indiens et d'autres départements centraux, de la mise en œuvre des obligations internationales de l'Inde en matière de trafic de drogue et d'aider les agences internationales et étrangères de lutte contre la drogue.